# بخش ارناکولام
بخش ارناکولام (به انگلیسی: Ernakulam district) یک منطقهٔ مسکونی در هند است که در کرالا واقع شده‌است. بخش ارناکولام ۳٬۰۶۳ کیلومتر مربع مساحت و ۳٬۴۲۷٬۶۵۹ نفر جمعیت دارد.